# 萩殿町
萩殿町（はぎどのちょう）は、愛知県瀬戸市祖母懐連区の町名。現行行政地名は萩殿町1丁目から5丁目。

## 地理
- 瀬戸市中央部に位置する[8]。西を西茨町、北を東茨町・秋葉町・上ノ切町、東を春雨町、南を川合町・宝ケ丘町・萩山台と隣接している[8]。
- 丘陵地斜面と丘陵地からなり、陶磁器関係の中小工場と住宅が混在している[8]。2丁目は新興住宅地として開発が進んだ[8]。

### 河川
- 東茨川（瀬戸川支流） ： 1丁目の東部を北流している。

- 東茨川（萩殿町内）

### 学区
市立小・中学校に通う場合、学区は以下の通りとなる。また、公立高等学校普通科に通う場合の学区は以下の通りとなる。
| 町丁・丁目  | 番・番地等 | 小学校                 | 中学校                 | 高等学校 |
| ----------- | ---------- | ---------------------- | ---------------------- | -------- |
| 萩殿町1丁目 | 全域       | 瀬戸市立にじの丘小学校 | 瀬戸市立にじの丘中学校 | 尾張学区 |
| 萩殿町2丁目 | 全域       | 瀬戸市立にじの丘小学校 | 瀬戸市立にじの丘中学校 | 尾張学区 |
| 萩殿町3丁目 | 全域       | 瀬戸市立にじの丘小学校 | 瀬戸市立にじの丘中学校 | 尾張学区 |
| 萩殿町4丁目 | 全域       | 瀬戸市立にじの丘小学校 | 瀬戸市立にじの丘中学校 | 尾張学区 |
| 萩殿町5丁目 | 全域       | 瀬戸市立にじの丘小学校 | 瀬戸市立にじの丘中学校 | 尾張学区 |

なお、萩殿町5丁目については、特定区域における校区外通学が認められており、申請をすれば瀬戸市立萩山小学校、瀬戸市立光陵中学校への進学も可能である。

## 歴史

### 町名の由来
1910年（明治43年）大正天皇（当時は皇太子）行啓の際、萩御殿が建てられたことにちなんで名付けられたとされる。

### 沿革
- 1942年（昭和17年）1月9日 - 瀬戸市大字瀬戸字東茨・上ノ切の各一部により、同市萩殿町として成立[2]。
- 1978年（昭和53年）3月1日 - 町域の一部が原山台8丁目となる[13]。
- 1981年（昭和56年）2月1日 - 町域の一部が萩山台2〜5丁目となる[14]。
- 1982年（昭和57年）3月1日 - 1丁目〜5丁目を設置[15]。町域の一部を西茨町に編入し、東茨町の一部を編入する[15]。また、春雨町と境界変更を行う[15]。

## 世帯数と人口
2025年（令和7年）1月1日現在の世帯数と人口は以下の通りである。
| 町丁・丁目  | 世帯数  | 人口  |
| ----------- | ------- | ----- |
| 萩殿町1丁目 | 59世帯  | 129人 |
| 萩殿町2丁目 | 160世帯 | 331人 |
| 萩殿町3丁目 | 63世帯  | 145人 |
| 萩殿町4丁目 | 30世帯  | 66人  |
| 萩殿町5丁目 | 31世帯  | 69人  |
| 計          | 343世帯 | 740人 |

### 人口の変遷
国勢調査による人口の推移
| 1995年（平成7年）  | 921人 | [ 16 ] |  |
| 2000年（平成12年） | 843人 | [ 17 ] |  |
| 2005年（平成17年） | 806人 | [ 18 ] |  |
| 2010年（平成22年） | 815人 | [ 19 ] |  |
| 2015年（平成27年） | 793人 | [ 20 ] |  |
| 2020年（令和2年）  | 716人 | [ 21 ] |  |

### 世帯数の変遷
国勢調査による世帯数の推移。
| 1995年（平成7年）  | 283世帯 | [ 16 ] |  |
| 2000年（平成12年） | 278世帯 | [ 17 ] |  |
| 2005年（平成17年） | 296世帯 | [ 18 ] |  |
| 2010年（平成22年） | 308世帯 | [ 19 ] |  |
| 2015年（平成27年） | 301世帯 | [ 20 ] |  |
| 2020年（令和2年）  | 298世帯 | [ 21 ] |  |

## 交通

### 鉄道
町内に鉄道は走っていない。最寄り駅は名鉄瀬戸線尾張瀬戸駅になる。

### バス
名鉄バス「東山線」
- 【16】【16H】【17H】新瀬戸駅 - 瀬戸駅前 - 菱野団地（循環） - 瀬戸駅前 - 新瀬戸駅 系統
- 【18】瀬戸駅前 - 菱野団地 - 愛・地球博記念公園駅 系統

以上4系統共通 ： 萩殿町バス停・御殿橋バス停・せと在宅福祉センター前バス停（瀬戸駅前方面乗り場）
瀬戸市コミュニティバス「上之山線」
- 瀬戸駅前 - 宝ヶ丘町 - 山口駅 - サンヒル上之山 - 八草駅 系統 ： 萩殿町バス停

- 萩殿町バス停（名鉄バス）
- 御殿橋バス停
- せと在宅福祉センター前バス停
- 萩殿町バス停（コミュニティバス）

### 道路
国道155号・国道248号（重複区間） ： 町の中央部を南北に通っている。
- 国道155号・248号標識（萩殿町内）

## 施設
- 旧・瀬戸市立祖母懐小学校[8] ： 1916年（大正5年）に開校し、1965年（昭和40年）に現在地に移転する[22]が、2020年（令和2年）に近隣の小中学校との統合で閉校となる[23]。閉校前年の児童数は135人、教職員数は20人であった[24]。
- リハビリテーション颯せと ： 株式会社RASHIKSが運営する半日型リハビリデイサービス[25]。
- 秋葉台児童遊園 ： 2丁目の北部にある公園。ブランコ・すべり台・鉄棒・砂場がある。
- 旧・萩殿町4丁目ちびっこ広場 ： 4丁目の北部にあった小さな公園。ブランコと雲梯があった[注釈 2]。
- 萩御殿（史跡） ： 当時の萩御殿を模した休憩施設がある。

- 旧・瀬戸市立祖母懐小学校[注釈 3]
- リハビリテーション颯せと
- 秋葉台児童遊園
- 旧・萩殿町4丁目ちびっこ広場
- 萩御殿（史跡）[注釈 4]

## その他

### 日本郵便
- 郵便番号 : 489-0885[6]（集配局：瀬戸郵便局[27]）。